# Baluarte de Itá-Ibaté
O Baluarte de Itá-Ibaté localizava-se na margem direita do arroio Piquissiri, afluente do rio Paraguai, em território do Paraguai.
No contexto da Guerra da Tríplice Aliança (1864-1870), era uma posição integrante da linha defensiva fortificada em Lomas Valentinas.
Constituía-se num entricheiramento em terreno elevado, para onde Francisco Solano López se retirou após a derrota na batalha de Avaí (11 de Dezembro de 1868).